# 灰方駅
灰方駅（はいかたえき）は、かつて新潟県燕市灰方にあった新潟交通電車線の駅。駅名の読みは「はいかた」だが所在地の読みは「はいがた」である。

## 駅構造
当初は相対式ホームが1面のみの駅だったが、後に燕寄りに交換設備を設置し相対式ホーム2面2線となる。そのため駅舎からホームまでは若干離れていた。貨物用の側線もあり、農業倉庫、日本通運系通運事業者倉庫、保線班詰所も併設されていた。

## 駅周辺
周辺は住宅地や医院がある他、駅前には商店があった。
- 新潟県立燕高等学校（現・新潟県立燕中等教育学校）
- 新潟県道44号新潟燕線
- 新潟県道127号新津茨曽根燕線

## 歴史
- 1933年（昭和8年）8月15日 - 新潟電鉄の駅として開業。
- 1943年（昭和18年）12月31日 - 新潟交通の発足により同社の駅となる。
- 1948年（昭和23年）8月1日 - 交換設備が設けられる[2]。
- 1965年（昭和40年）7月1日 - 請負化される[2]。
- 1993年（平成5年）8月1日 - 電車線月潟駅 - 燕駅間廃線により廃駅[1]。

## 駅跡
| 灰方駅のあった場所には燕市長による石碑が建てられている（2007年9月9日）。 |  | 灰方駅のあった場所。小中川側を望む。道路がほぼ本線の跡で、商店（現在は閉店）前の空間が当時の駅前広場（2007年9月11日）。 |
| 灰方駅のあった場所には燕市長による石碑が建てられている（2007年9月9日）。 |  | 灰方駅のあった場所。小中川側を望む。道路がほぼ本線の跡で、商店（現在は閉店）前の空間が当時の駅前広場（2007年9月11日）。 |

## 隣の駅
新潟交通
電車線
小中川駅 - 灰方駅 - 燕駅